# Milan Pavelić
Milan Pavelić (Krivi Put (Mrzli Dol) 30. studenoga 1878. ‒ Zagreb,14. lipnja 1939.), hrvatski katolički svećenik, isusovac, teolog, pjesnik i prevoditelj.

## Životopis
Milan Pavelić se kao prvi od osmero djece rodio 30. studenog 1878. godine u naselju Serdari na području Krivog Puta (Lika), a tu je pohađao i osnovnu školu. Klasičnu gimnaziju pohađao je u Senju a maturirao je 1898. U Zagrebu je studirao bogoslovne nauke i bio 1902. zaređen za svećenika. Službovao je kao kapelan u Bakru i Crikvenici a kao župnik u Krasnom i Kompoljima. Zbog lošeg zdravlja privremeno je umirovljen već 1911. Nakon oporavka kratko je 1912. bio urednik riječkog časopisa  "Hrvatska obitelj", a već u prosincu 1912. sudjeluje u osnivanju i uređivanju katoličkog dnevnika "Riječke novine", glasila Hrvatskog katoličkog pokreta krčkog biskupa Antuna Mahnića. Istaknuo se i kao urednik zagrebačke Narodne prosvjete (od 1919.).Neko je vrijeme vjeroučitelj u Sušaku pa duhovnik sjemeništaraca u Senju a 1920. dolazi u Zagreb za duhovnika Sestara milosrdnica. Pavelić 1924. stupa u Družbu Isusovu i obavlja novicijat u Ljubljani. Od 1926. boravi u isusovačkoj rezidenciji uz Baziliku Srca Isusova u Zagrebu i urednik je Glasnika Srca Isusova i Marijina. Zbog slabog je zdravstvenog stanja 1932. premješten u isusovački kolegij na Jordanovcu u Zagrebu i tu će se posvetiti književnom stvaralaštvu. Bit će to njegovo najplodnije razdoblje kada nastaje nekoliko zbirki pjesama: Iz duhovne lirike (izbor iz europske duhovne lirike), Zvijezde Srca Isusova, Pod okom Gospodnjim i životopis Sestra Leopoldina Čović. U hrvatskoj crkvenoj javnosti ostat će zapamćen po izvanrednim prepjevima oko 300 liturgijskih i drugih himana s latinskog na hrvatski jezik: Crkveni himni (1936. i 1945.). Brojne od tih himni danas su dio katoličke liturgije i časoslova na hrvatskom jeziku.

Preminuo je 14. lipnja 1939. godine u Zagrebu.

## Stil pisanja
Pavelić je pjesnik čiste i neposredne lirike. Njegov opus čine zbirke domoljubnih i duhovnih pjesama. Polazna točka u njegovu stvaralaštvu je zahvaćanje u one osjećaje, teme i ugođaje koji prožimaju kršćanstvo iz kojeg je niknuo i u kojem je intenzivno živio. Za njega "prava je poezija težnja za ljepšim svijetom, uzlet duše iz svakidašnjice k višemu, sretnom životu".  Svi koji su pisali o njemu isticali su vrijednost njegova prevodilačkog rada i sposobnost doživljenog pjesničkog prenošenja duha stranih pjesnika u hrvatski jezik koji je izvanredno osjećao. To se posebno ističe kad se govori o raznolikosti stiha, pravilnosti ritma, melodioznosti rečenice, izboru riječi, jasnoći izraza i čistoći opisa (Derossi). U mladenačkom pjesništvu bio je predvodnikom modernoga kršćanskog pjesništva pod jakim utjecajem Kranjčevića i Matoša, dok se u potkraj života vratio tradicijskom pjesničkom izrazu. Među pet objavljenih zbirki poezije ističu se Pjesme (1913.), a lirika mu je pretežno misaona, prema Božidaru Petraču preradovićevski tradicionalna, matoševski moderna. 
Nažalost, iako je na književnoj sceni prve polovice 20. stoljeća bio značajno prisutan, Pavelić je danas gotovo pao u zaborav. Hrvatska književna kritika ne pokazuje interes za objektivno vrednovanje tog plodnog hrvatskog pjesnika kršćanskog nadahnuća i prevoditelja.  
Uz Bartola Kašića, jedan od najpoznatijih i do danas nenadmašenih prevoditelja crkvenih pjesama u Hrvata. Poznat je i kao autor teksta poznate adventske popijevke Visom leteć ptice male.  
Bio je suradnikom Antuna Radića i prijatelj Milutina Cihlara Nehajeva i Vladimira Nazora.

## Djela
- 1902.  Iz Zakutka. Zagreb,
- 1913. Pjesme. Rijeka
- 1916. A. Manzoni: Zaručnici (prijevod s talijanskog)
- 1920. Adolf Rétté: K svjetlosti vječnoj (prijevod s francuskog)
- 1922. Iz života sv. Panfucija
- 1924. Učitelj svete umjetnosti (Marko Marulić)
- 1924. Pedeset priča Marka Marulića (prijevod s latinskog)
- 1928. Pjesme o malom Isusu
- 1928. Povijest jedne duše (prijevod s francuskog)
- 1928. Četrnaest pjesama sv. Male Terezije (prijevod s francuskog)
- 1936. Crkveni himni (prijevod latinskog i drugih jezika) Drugo izdanje 1945.
- 1936. Iz duhovne lirike (Izbor iz antologije svjetske duhovne lirike), Zagreb
- 1938. Zvijezde Srca Isusova, Zagreb
- 1939. Pod okom Gospodnjim, Zagreb
- 1941. Sestra Leopoldina Čović, Zagreb
- 1976. Ja ljubim podnevni ljetni žar (Izbor iz poezije M. Pavelića: uredio Josip Badalić, SJ), Zagreb

## Vanjske poveznice
- Hrvojka Mihanović-Salopek: Milan Pavelić - majstor neoklasicizma u sutonu klasicizma